# Marc de Haan
 (mars 2012).
Si vous disposez d'ouvrages ou d'articles de référence ou si vous connaissez des sites web de qualité traitant du thème abordé ici, merci de compléter l'article en donnant les références utiles à sa vérifiabilité et en les liant à la section « Notes et références ».
Marc De Haan (né en 1963 à Bruxelles) est un journaliste néerlandais.

## Biographie
Il est diplômé en philosophie morale de l'Université libre de Bruxelles.
Il a d'abord travaillé pour les quotidiens Le Peuple et La Nouvelle Gazette (1988-1989), puis comme secrétaire de rédaction et pilote d'essai au magazine Moto 80 (1989-1991). De 1989 à 1991, il a aussi été journaliste pour la télévision régionale Antenne Centre Télévision, ainsi qu'animateur de jeux télévisés et d'émissions culinaires. En 1991, il est entré comme journaliste au sein de la rédaction de Télé Bruxelles, où il a travaillé essentiellement pour le journal télévisé ainsi qu'à la présentation de débats politiques et de société.
Il est également l'auteur de reportages et de documentaires réalisés en Afrique de l'Ouest et Centrale. Son activité journalistique s'est parallèlement poursuivie tant en presse écrite qu'en radio, plutôt comme chroniqueur et intervieweur.
En septembre 1996, il a été nommé rédacteur en chef et directeur de l'information de Télé Bruxelles, poste qu'il a conservé jusqu'en mars 2007. Il est actuellement le directeur général de BX1 média d'information de service public dont les contenus sont diffusés en télévision, en radio et sur le web,.
Marc De Haan est également professeur de journalisme à l'IHECS depuis 2005 et maître de conférences en déontologie journalistique à l'Université libre de Bruxelles depuis 2016. Il fut de janvier 2014 à décembre 2018 le président du Conseil de déontologie journalistique (CDJ), il en est à nouveau le président depuis janvier 2022 . Marc de Haan est également 1er vice-président du Réseau des Médias de Proximité (RMDP) et membre du Collège d'avis du Conseil supérieur de l'audiovisuel.

## Polémique
En juillet 2025, il fait l'objet de vives critiques dans les médias et la sphère politique, en raison d'un départ en retraite anticipé de la direction de la chaîne BX1. Il lui est reproché de s'être octroyé - via le CA de la chaîne - un "parachute doré" d'une valeur de 550 000 euros. Le SETCA dénonce également des largesses et une procédure de désignation de son successeur "fermée et opaque".
Cette somme qui lui serait allouée choque particulièrement car le média dont il a la direction, BX1, est un média public financé essentiellement avec des subsides, et donc avec l'argent du contribuable. Par ailleurs ce scandale intervient précisément alors que la chaîne BX1 traverse une période de crise majeure et doit faire face à des mesures d'austérité, principalement liées au surcoût de ses nouveaux locaux, évalués à 3,2 millions d'euros. À la suite de ces révélations, la ministre des médias Jacqueline Galant annonce suspendre le financement de la chaîne BX1, ce qui pourrait compromettre l'avenir du média dont Marc de Haan a la responsabilité.